# Zoysia japonica
Zoysia japonica är en gräsart som beskrevs av Ernst Gottlieb von Steudel. Zoysia japonica ingår i släktet Zoysia och familjen gräs. Inga underarter finns listade i Catalogue of Life.

## Bildgalleri

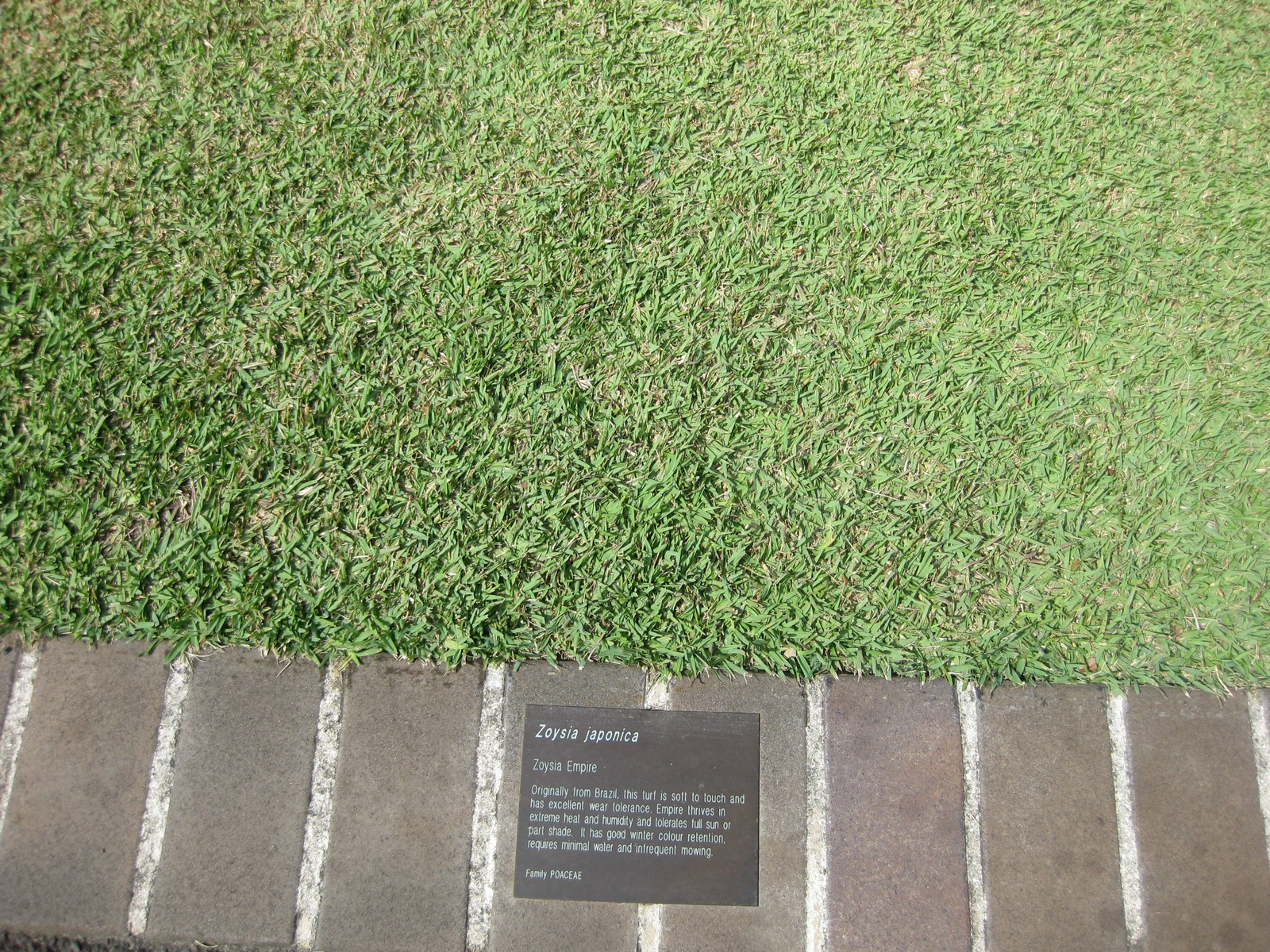
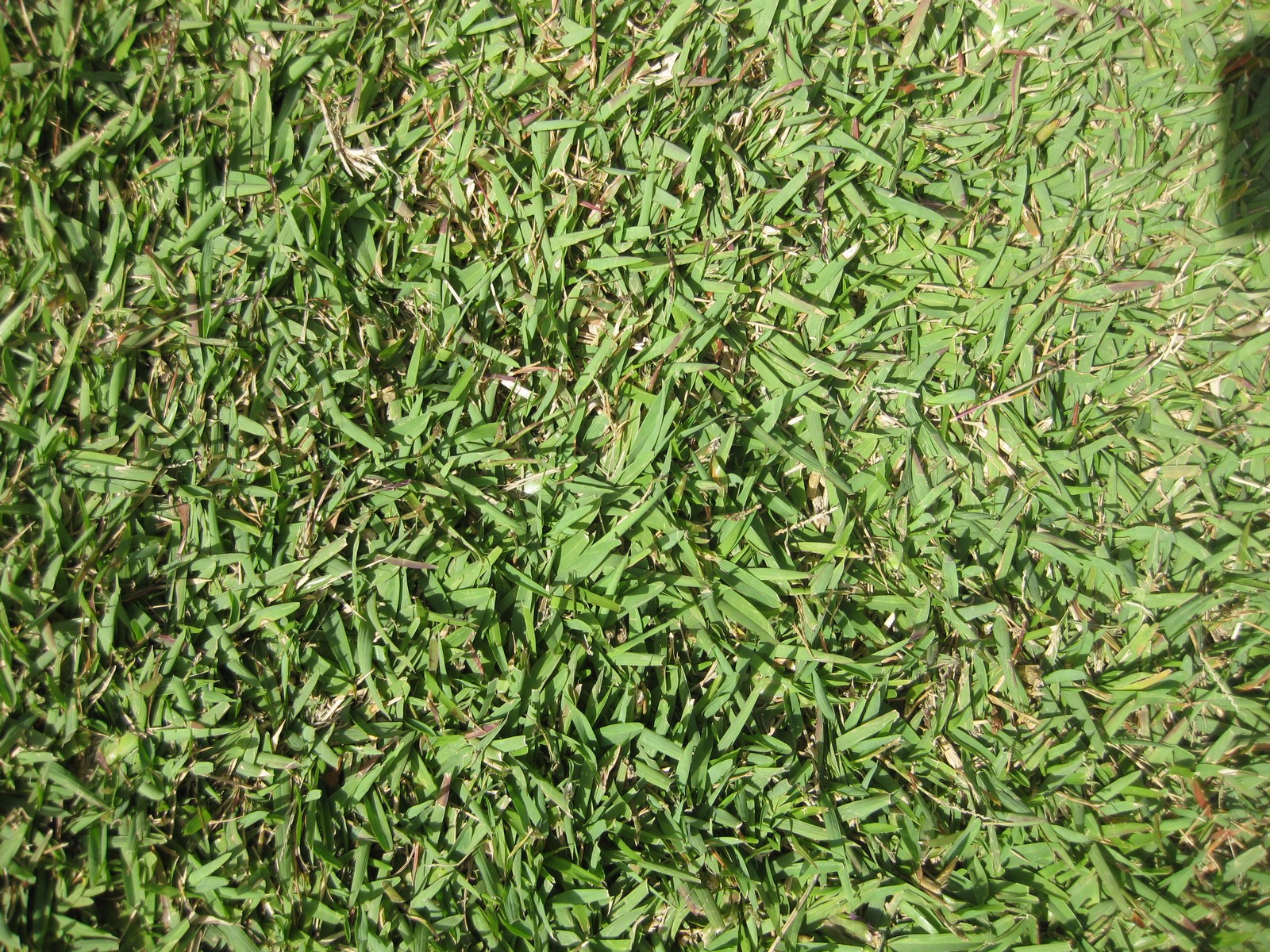
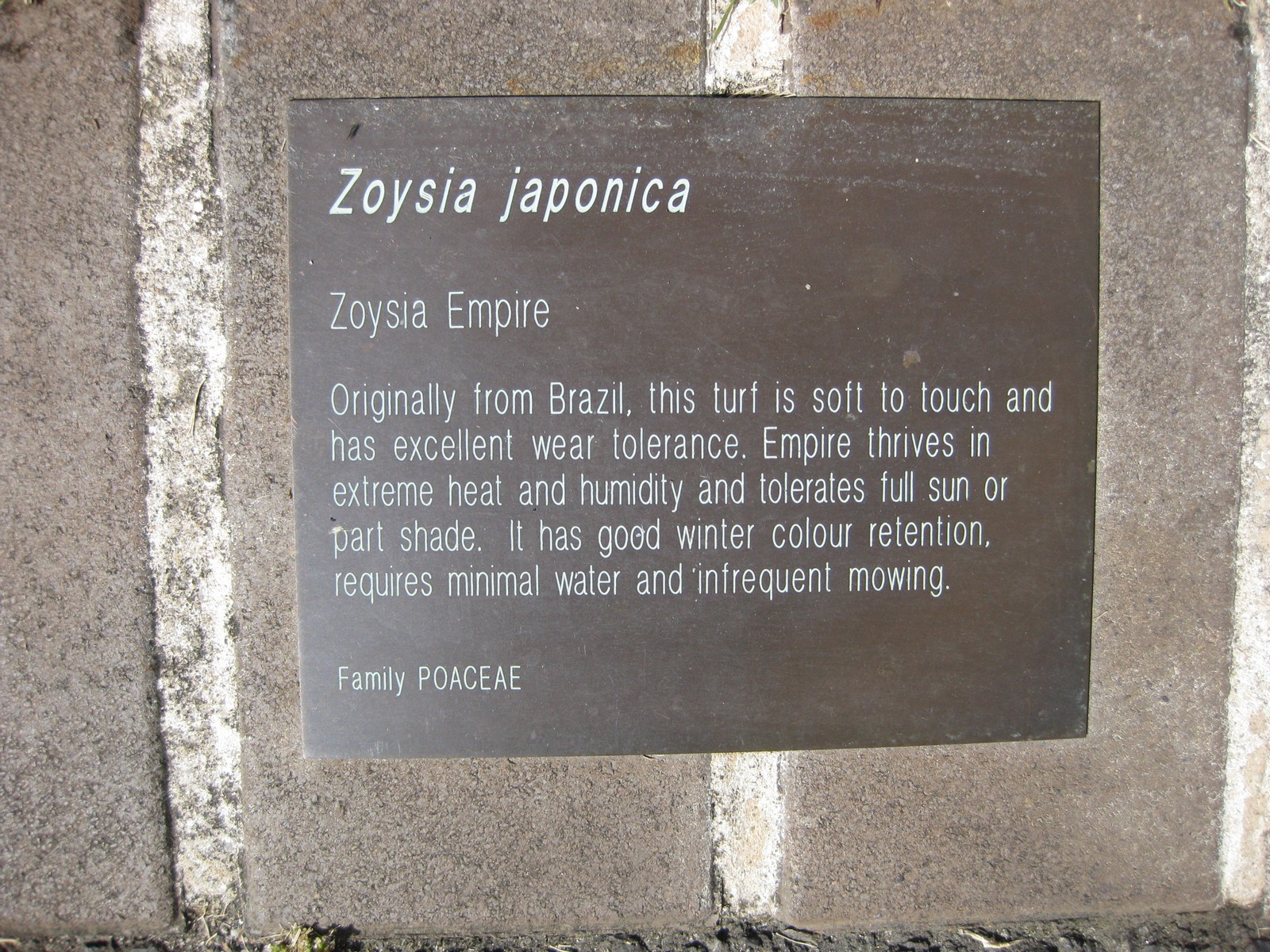
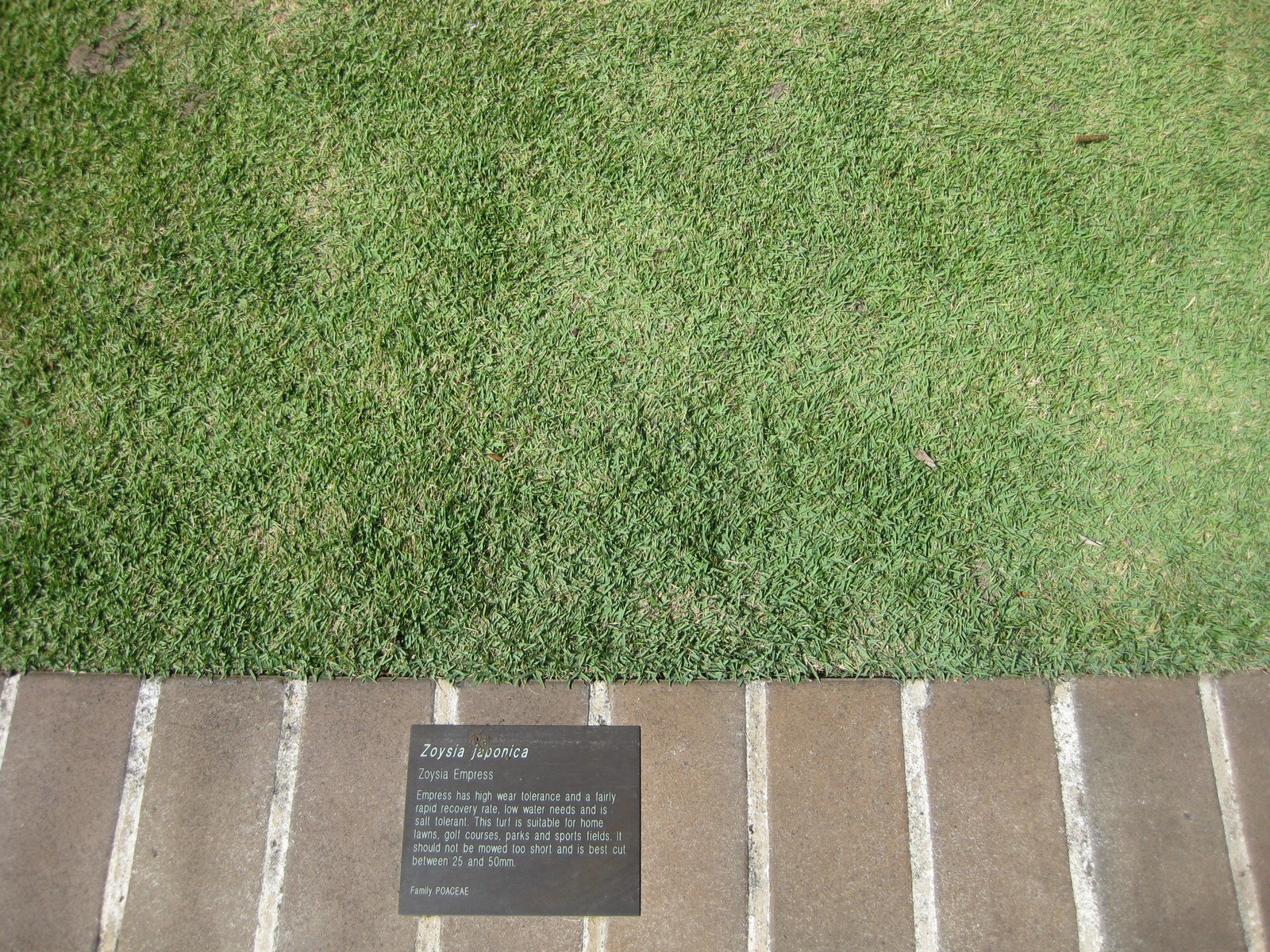